# El Molí Espatllat
El Molí Espatllat és una masia de Viladrau (Osona) inclosa a l'Inventari del Patrimoni Arquitectònic de Catalunya.

## Descripció
Masia de planta rectangular (7x9) assentada sobre el desnivell del terreny que dona a la riera, i coberta a dues vessants amb el carener perpendicular a la façana de ponent. Consta de baixos, planta i primer pis. La façana principal presenta a la planta un portal rectangular datat (1871) situat al centre, i dues finestres laterals emmarcades amb gres vermell, ampit motllurat i reixa de forja; al primer pis hi ha tres finestres disposades simètricament amb emmarcaments d'estuc, de les quals la central és més gran que les laterals i presenta sobre d'ella, arran de carener, un òcul rodó emmarcat amb gres vermell i tapiat. El ràfec vola molt poc i presenta decoracions de rajoleta. La façana S, les obertures no són simètriques: a la planta hi ha dos portals d'arc rebaixat emmarcats amb totxo, al primer pis s'hi distribueixen tres finestres i dues al segon; el sector O presenta un rellotge de sol amb inscripcions (Josefa Jourment viuda d'Albinyana 1906). La façana E presenta dues finestres centrals, una al primer i l'altra al segon pis. La façana N presenta un portal rectangular, i dues finestres a la planta; al primer pis i al segon tres finestres respectivament.

## Història
Molí del segle xix (i anteriors) situat a peu de camí ral i relacionat amb l'antic casal medieval l'Espinzella que formava part dels 82 masos que existien en el municipi pels volts de 1340, segons consta en els documents de l'època. El trobem registrat en els fogatges de la "Parròquia i terme de Viladrau fogajat a 6 de octubre 1553 per Joan Masmiguell balle com apar en cartes 230", juntament amb altres 32 que continuaven habitats després del període de pestes, on consta un tal "Antoni Spinzella". Els actuals propietaris no mantenen la cognominació d'origen.